# Vilstrup Sogn
Vilstrup Sogn er et sogn i Haderslev Domprovsti (Haderslev Stift).
Vilstrup Sogn hørte til Haderslev Herred i Haderslev Amt. Vilstrup sognekommune blev ved kommunalreformen i 1970 indlemmet i Haderslev Kommune.
I Vilstrup Sogn ligger Vilstrup Kirke.
I sognet findes følgende autoriserede stednavne:
- Blokhusskoven (bebyggelse)
- Grødebøl (bebyggelse)
- Hovst (bebyggelse)
- Kelstrup (bebyggelse, ejerlav)
- Kelstrup Strand (bebyggelse)
- Nørre Vilstrup (bebyggelse, ejerlav)
- Sønder Vilstrup (bebyggelse, ejerlav)
- Tormaj (bebyggelse)
- Vestermark (bebyggelse)
- Vilstrup Strand (bebyggelse)
- Vilstrupgård (landbrugsejendom)

## Afstemningsresultat
Folkeafstemningen ved Genforeningen i 1920 gav i Vilstrup Sogn 431 stemmer for Danmark, 159 for Tyskland. Af vælgerne var 90 tilrejst fra Danmark, 38 fra Tyskland. 